# Flying-Tiger-Line-Flug 45
Der Flying-Tiger-Line-Flug 45 (Flugnummer: FTL45, Funkrufzeichen: TIGER 45) war ein Frachtcharterflug der Flying Tiger Line vom Flughafen Tokio-Haneda zur Luftwaffenbasis Naha, der am 27. Juli 1970 mit einer Douglas DC-8-63 CF durchgeführt wurde. Im Endanflug kam es zu einem tödlichen Flugunfall, als die Maschine im Meer vor der Landebahn aufschlug, wobei alle vier Besatzungsmitglieder getötet wurden.

## Hintergrund
Zum Zeitpunkt des Unfalls, 1970, herrschte in Ostasien der bereits seit 1955 andauernde Vietnamkrieg, bei dem Südvietnam gegen Nordvietnam und die Nationale Front für die Befreiung Südvietnams kämpfte. Während Nordvietnam von der Sowjetunion und der Volksrepublik China unterstützt wurde, stand Südvietnam eine Koalition, angeführt von den Vereinigten Staaten und mit Unterstützung von Südkorea, Thailand, Australien, den Philippinen, Neuseeland und der Republik China, bei.
Die USA beteiligten sich mit einem großen Truppenaufgebot am Vietnamkrieg; im Januar 1969 waren 543.400 Soldaten der US Army in Südvietnam stationiert. Zum regelmäßigen Austausch von US-Truppen, aber auch Material, wurden Passagier- und Frachtflugzeuge ziviler Fluggesellschaften genutzt. Das Verteidigungsministerium der Vereinigten Staaten vergab die Charterverträge mittels öffentlicher Ausschreibungen. Die Fluggesellschaft Flying Tiger Line hatte einen Zuschlag für den Auftrag bekommen, Material im Auftrag des Military Airlift Command nach Cam Ranh Bay zu befördern. Zur Erfüllung des Auftrages hatte die Flying Tiger Line den Einsatz einer Douglas DC-8 vorgesehen.

## Maschine
Bei der verunglückten Maschine handelte es sich um eine Douglas DC-8-63AF, die im Douglas-Werk in Long Beach, Kalifornien endmontiert wurde. Die Maschine trug die Werknummer 46005, es handelte sich um die 412. Douglas DC-8 aus laufender Produktion. Das Rollout der Maschine erfolgte am 18. Oktober 1968, der Erstflug folgte am 9. November 1968. Am 25. November 1968 wurde die Maschine an die Flying Tiger Line ausgeliefert, sie ging bei dieser mit dem Luftfahrzeugkennzeichen N785FT in Betrieb. Das vierstrahlige Langstrecken-Schmalrumpfflugzeug war mit vier Turbojettriebwerken des Typs Pratt & Whitney JT3D-7 ausgestattet. Bis zum Zeitpunkt des Unfalls hatte die Maschine 6.047,2 Betriebsstunden absolviert.

## Insassen
An Bord der Maschine befand sich eine vierköpfige Besatzung, bestehend aus einem Flugkapitän, einem Ersten Offizier, einem Zweiten Offizier und einem Navigator.
- Der 57-jährige Flugkapitän Cleo Monte Treft war im Besitz einer kommerziellen Pilotenlizenz und Musterberechtigungen für Hubschrauber und Flugzeugtypen der Curtiss C-46, Canadair CL-44, Lockheed L-1049, Douglas DC-4 und Douglas DC-8. Er verfügte über eine Gesamtflugerfahrung von 12.488,1 Stunden, wovon er 1.381,8 Stunden mit der Douglas DC-8 absolviert hatte.
- Der 59-jährige Erste Offizier Robert Emmett Foley verfügte über Musterberechtigungen für die Flugzeugtypen Douglas DC-4, Lockheed 18, Lockheed L-1049, Curtiss C-46 sowie Canadair CL-44. Seine Musterberechtigung für die Douglas DC-8 hatte er am 30. Dezember 1968 erworben. Er verfügte über 12.206 Stunden Flugerfahrung, wovon er 1.157,1 Stunden als Erster Offizier im Cockpit der Douglas DC-8 absolviert hatte.
- Der 48-jährige Zweite Offizier William Alber George hatte seine Musterberechtigung für die Douglas DC-8 am 13. Februar 1969 absolviert. Seine kumulierte Flugerfahrung belief sich auf 8.988,3 Flugstunden, davon hatte er 813,5 Stunden im Cockpit der Douglas DC-8 absolviert.
- Der 46-jährige Navigator Walter Marshall Roberts hatte sich am 23. August 1968 für die Douglas DC-8 qualifiziert. Er verfügte über 2.484,6 Stunden Flugerfahrung, wovon er 1.314,2 Flugstunden im Cockpit der Douglas DC-8 absolviert hatte.

## Unfallhergang
Die Maschine startete um 9:29 Uhr vom Flughafen Tokio-Haneda zum Flug nach Okinawa nach Instrumentenflugregeln. Im Anflug auf den Zielflughafen erhielten die Piloten die Anweisung, auf eine Flughöhe von 1.000 Fuß zu sinken und einen Anflug auf Landebahn 18 mittels Präzisionsradar durchzuführen. Um 11:31 Uhr wurde der Besatzung mitgeteilt, dass schlechte Sichtverhältnisse im Endanflug zu erwarten seien und dass aus diesem Grund die Landebahnbefeuerung eingeschaltet sei. Um 11:32:46 Uhr wurde für den Höhenmesser ein Wert von 25,84 Zoll (entsprechend etwa 875 hPa) angegeben, welchen die Besatzung bestätigte. Die Piloten arbeiteten daraufhin die Checkliste für die Landung ab, welche ein Vollausfahren der Auftriebshilfen, ein Einstellen der Funkhöhenmesser, ein Ausfahren und Einrasten des Fahrwerks und ein Ausfahren der Störklappen beinhaltete. Die Checklistenprozeduren wurden um 11:33:49 Uhr abgeschlossen. Weniger als fünf Seemeilen vor der Landung wurde die Besatzung angewiesen, den Sinkflug auf den Gleitpfad einzuleiten, außerdem wurde zu diesem Zeitpunkt die Landefreigabe erteilt. Der Anflug wurde mit mehreren Kursänderungen fortgesetzt. Um 11:34:53 Uhr wurde der Besatzung mitgeteilt, dass sie sich drei Meilen vor dem Aufsetzen leicht unterhalb des Gleitpfades befand. Um 11:35:14 Uhr erhielten die Piloten zusätzliche Vektoren für die Landung, außerdem wurde in einer Entfernung von zwei Meilen vor der Landung die Warnung gegeben, dass sich die Maschine leicht unterhalb des Gleitpfades befand, wobei die vorliegende Rückenwindkomponente mit 10 Knoten beziffert wurde. Um 11:35:34 Uhr berichtete der diensthabende Fluglotse der Besatzung, dass deren Maschine auf den Gleitpfad zurückgekehrt sei. Die DC-8 setzte ihren Sinkflug fort. In einer Flughöhe von 75 bis 100 Fuß (ca. 21–30 Meter) durchbrach die Maschine bei Starkregen und niedrig hängenden Wolken die Wolkendecke. Die Piloten konnten erst jetzt erkennen, dass die Maschine noch vor der Landebahn aufsetzen würde. Die DC-8 schlug im nächsten Augenblick, um 11:36 Uhr, etwa 2.200 Fuß (ca. 670 Meter) vor der Landebahn mit einer Geschwindigkeit von 144 Knoten (ca. 267 km/h) im Wasser des Pazifischen Ozeans auf und brach dabei auseinander, wobei alle vier Insassen ums Leben kamen.

## Ursache
Die Unfalluntersuchung wurde durch das National Transportation Safety Board geführt. Die Ermittler stellten fest, dass die ungewöhnlich hohe Sinkgeschwindigkeit der Maschine im Sinkflug aufgrund der Unaufmerksamkeit der Besatzung gegenüber den Anzeigen des Instrumentenhöhenmessers missachtet wurde. Der Kapitän habe gleichzeitig versucht, einen Sichtkontakt mit der Landebahn herzustellen, welcher aufgrund des durchgeführten Präzisionsradaranflugs unter Instrumentenbedingungen aus der Entscheidungshöhe eigentlich ausgeschlossen gewesen wäre.